# Kevin Møller
Kevin Kam Møller (* 20. Juni 1989 in Løgumkloster) ist ein dänischer Handballtorwart.

## Karriere
Der 2,00 m große und 100 kg schwere Linkshänder begann mit dem Handballspiel bei Tinglev IF. Mit GOG Svendborg TGI wurde er 2008 dänischer U-18-Meister. Daraufhin wechselte er für zwei Jahre zu Faaborg HK. In der Saison 2010/11 spielte er in der norwegischen Postenligaen bei Viking Stavanger. Anschließend kehrte er zu GOG zurück. In der Håndboldligaen 2013/14 stand er als bester Torhüter im All-Star-Team. Zur Saison 2014/15 wechselte er zum deutschen Bundesligisten SG Flensburg-Handewitt, mit dem er 2015 den DHB-Pokal sowie 2018 die deutsche Meisterschaft gewann. Im Sommer 2018 wechselte er zum spanischen Spitzenverein FC Barcelona. Mit Barcelona gewann er 2019, 2020 und 2021 die spanische Meisterschaft, die Copa del Rey de Balonmano, die Copa ASOBAL, die Supercopa und den katalanischen Supercup sowie 2021 die EHF Champions League. Im Sommer 2021 kehrte er zur SG Flensburg-Handewitt zurück. 2024 und 2025 gewann Møller mit der SG die EHF European League, wobei er beim zweiten Titelgewinn zum MVP des Final Fours gewählt wurde.
Kevin Møller debütierte in der dänischen Juniorennationalmannschaft im Januar 2009. Mit der dänischen A-Nationalmannschaft gewann er bei der Weltmeisterschaft 2021 und Weltmeisterschaft 2023 die Goldmedaille. Mit Dänemark gewann er bei den Olympischen Spielen in Tokio die Silbermedaille. Bei der Europameisterschaft 2022 gewann er mit Dänemark die Bronzemedaille. Bei der Weltmeisterschaft 2025 bestritt er fünf Partien und wurde mit dem Team erneut Weltmeister.